# Piętro (geologia)
Piętro (ang. Stage) – formalna jednostka chronostratygraficzna (skalna), niższa rangą od oddziału; zespół skał powstałych w ciągu jednego wieku; dzieli się na chronozony.